# Гайсмайр, Михаэль
Михаэль Гайсмайр (нем. Michael Gaismair; ок. 1490, Чёфс близ Штерцинга — 15 апреля 1532, Падуя) — австрийский политический деятель-республиканец, вождь крестьянского движения в Тироле и Зальцбургском архиепископстве во время Крестьянской войны в Германии 1524—1525 гг.

## Биография
Михаэль Гайсмайр родился в обеспеченной семье горного предпринимателя и землевладельца. Первое время работал секретарём епископа в Бриксене, а затем — зальцбургского архиепископа. Во время Крестьянской войны возглавил отряды крестьян, продолжавших борьбу и тогда, когда в главных районах Германии основные силы восставших были разгромлены.
Обладая незаурядным военным талантом, Гайсмайр в конце 1525 — начале 1526 годов сформировал революционные отряды из крестьян и горняков Тироля и Зальцбургского архиепископства, к которым присоединились вооружённые группы из многих других областей Германии. В феврале-марте 1526 года Михаэль Гайсмайр составил для Тироля своё «Земское устройство» (нем. Landesordnung), являвшееся программой коренных социальных и политических преобразований.
Весной 1526 г. отряды Гасмайра разгромили под Зальцбургом выступившие против них объединённые войска австрийского эрцгерцога Фердинанда и баварских князей, после чего Гасмайр занимался подготовкой всеобщего восстания в Южной Германии и Австрии. Основной базой для восстания должен был стать Тироль, территория которого полностью перешла под контроль повстанцев. Однако выступление было сорвано политическими интригами эрцгерцога, пообещавшего крестьянам значительные уступки. Собрав новые силы, на восставших в Тироль двинулись отряды эрцгерцога, баварцев и Швабского союза. Уклонившись от сражения с численно превосходящим противником, проведя ряд блестящих операций и перегруппировав войска, Гайсмайр вышел из окружения и вывел свою армию во владения Венеции, где начал переговоры с представителями Швейцарии и Венеции о совместных военных действиях против Габсбургов. Во время этих переговоров и подготовки новых наступательных действий Гайсмайр был убит в Падуе на Прато-делла-Валле наёмником, подосланным австрийским правительством.

## Программа
В своём «Земском устройстве» Гайсмайр предлагает установление в Тироле республиканской формы правления на глубоко демократической основе. Наряду с общими антифеодальными пунктами она содержала пункты о строительстве государственных больниц, об уничтожении монастырей и передаче их зданий приютам для сирот, о демократизации судов, о верховной собственности государства над полями, лугами, лесами и недрами земли, о поддержке бедных слоёв населения за счёт церковной десятины, упразднение крупных купеческих компаний, устранение и уничтожение господ-противников преобразований, предусматривала заботу государства о состоянии и подъёме сельского хозяйства и горного дела.
Политические основы программы Гайсмайра имеют корни в идеях народной реформации Томаса Мюнцера, однако, соотнесённые с конкретными обстоятельствами Тироля, показывают и ряд недостатков. Так, Гайсмайр предлагает разрушить все города Тироля, за исключением Бриксена и Триента, для того, «чтобы никто не возвышался над другим и чтобы было обеспечено полное равенство». Республика в программе Гайсмайра — это государство крестьян и горнорабочих. Крестьяне работают на своих полях и экономически самостоятельны, но политически подчинены руководству республики и несут повинности для общины по указаниям государственной власти. Горнорабочие же работают за заработную плату от государства. Программа Гайсмайра является одним из выдающихся документов времён Крестьянской войны в Германии.